# Sandra Celas
Sandra Augusta Pedro Celas mais conhecida por Sandra Celas (Lisboa, 24 de janeiro de 1975), é uma atriz e jornalista portuguesa.
É atriz profissional desde 2002. Antes de ser atriz, trabalhou como jornalista, entre 1998 e 2001, no CNL e depois na sua sucessora, a SIC Notícias.

## Vida pessoal
Manteve uma relação durante 12 anos com ilustrador e designer gráfico António Jorge Gonçalves, com quem tem uma filha em conjunto, Miranda. A relação terminou em 2014.
Em 20 de março de 2021, participou numa manifestação contrária ao segundo confinamento relacionado com a pandemia de COVID-19, que reuniu mais de três mil pessoas, na praça do Rossio, em Lisboa.

## Televisão
| Ano         | Projeto                        | Papel                            | Notas                 | Canal |
| ----------- | ------------------------------ | -------------------------------- | --------------------- | ----- |
| 1996        | Primeiro Amor                  | Acompanhante                     | Elenco Adicional      | RTP1  |
| 2002 - 2003 | O Olhar da Serpente            | Rosarinho Ferreira               | Elenco Principal      | SIC   |
| 2003        | Coração Malandro               | Paula Alvim                      | Elenco Principal      | TVI   |
| 2004 - 2005 | Inspetor Max                   | Júlia Pinto Lopes                | Elenco Principal      | TVI   |
| 2006        | Uma Aventura                   | Dora                             | Participação Especial | SIC   |
| 2006 - 2007 | Tu e Eu                        | Cláudia Cardoso                  | Co- Antagonista       | TVI   |
| 2007 - 2008 | Deixa-me Amar                  | Susana Alecrim                   | Elenco Principal      | TVI   |
| 2008        | Casos da Vida                  | Dina                             | Elenco Principal      | TVI   |
| 2008        | Podia Acabar o Mundo           | Susana                           | Elenco Adicional      | SIC   |
| 2009 - 2010 | Morangos com Açúcar (7ª série) | Célia Trovão                     | Elenco Principal      | TVI   |
| 2011        | Cuidado com a Língua!          | Amiga                            | Elenco Adicional      | RTP1  |
| 2011        | Noite de Paz                   | Luísa                            | Protagonista          | RTP1  |
| 2012        | Intriga Fatal                  | Glória                           | Antagonista           | TVI   |
| 2012        | Um Pequeno Desvio              | Marta                            | Protagonista          | TVI   |
| 2013        | Destinos Cruzados              | Teresa Belmonte Veiga de Andrade | Elenco Adicional      | TVI   |
| 2014        | Mulheres                       | Atriz na televisão               | Elenco Adicional      | TVI   |
| 2014 - 2015 | Jardins Proibidos              | Amélia Correia                   | Elenco Principal      | TVI   |
| 2016        | Aqui Tão Longe                 | Helena                           | Elenco Adicional      | RTP1  |
| 2016 - 2017 | Rainha das Flores              | Mara                             | Elenco Principal      | SIC   |
| 2019        | Teorias da Conspiração         | Ministério das finanças          | Elenco Adicional      | RTP1  |
| 2019        | Amar Depois de Amar            | Gabriela                         | Elenco Adicional      | TVI   |
| 2025        | A Protegida                    | Vitória Matos                    | Elenco Adicional      | TVI   |

## Cinema
- O Fim da Inocência, (2017)